# Edward Chen
Edward Chen Hao-sen (chinês tradicional: 陳昊森, pinyin: Chén Hàosēn; nascido em 2 de agosto de 1996) é um ator e cantor taiwanês. Atualmente estuda artes cênicas na Universidade Hsing Wu. Ele é conhecido por seus papéis na série dramática de 2017 Red Balloon e no longa-metragem de 2020 Your Name Engraved Herein. Por seu papel em Your Name Engraved Herein, Chen foi indicado para Melhor Novo Intérprete no 57º Golden Horse Awards.

## Carreira
Chen é conhecido por seus papéis em produções com temática LGBT, notadamente a série Red Balloon de 2017 e o filme de 2020 Your Name Engraved Herein. Em 2020, ele assinou um contrato de gravação com a Huayan Music e gravou a música-tema de Your Name Engraved Herein.
Quando questionado se ele estava relutante em ser rotulado em papéis queer, Chen disse: “As configurações de papéis nos roteiros são muito diferentes. Se eu classificar esses personagens no mesmo grupo étnico, é claro que todos nesse grupo étnico ainda serão diferentes. Personalidade, origens diferentes e histórias diferentes. O truque para mim é realmente me deixar levar, acreditar completamente nos eventos que o personagem faz e então estudar e estabelecer isso.

## Filmografia

### Cinema
| Ano  | Título                              | Personagem             | Notas                 |
| ---- | ----------------------------------- | ---------------------- | --------------------- |
| 2017 | Youth (青春熱血之東北插班生)        | Zhang Wen-feng         | Papel principal       |
| 2018 | Gatao 2: The New Leader Rising (zh) | Liu Jian (adolescente) | Participação especial |
| 2019 | Bad Boy Symphony (zh)               | Xiaolong               | Participação especial |
| 2020 | Your Name Engraved Herein           | Chiang Jia-han         | Papel principal       |
| 2022 | The Post-Truth World                | Chang Cheng-yi         | Papel principal       |
| 2023 | Scamsgiving                         | Jason                  | Papel principal       |
| 2023 | Love at First Lie                   |                        | Papel principal       |
| 2024 | Kids                                | Chang Rung             | Papel principal       |

### Séries de televisão
| Ano  | Título                       | Personagem                 | Notas           |
| ---- | ---------------------------- | -------------------------- | --------------- |
| 2017 | Red Balloon (zh)             | Xia Zhi-chen (adolescente) | Papel principal |
| 2018 | Mermaid Sauna (zh)           | Qi Fan-da/Hua Xiang-rong   | Papel principal |
| 2021 | Who Killed the Good Man (zh) | He Shuo-yi                 | Papel principal |
| 2022 | Lesson in Love (zh)          | Zhang Yi-xiang             | Papel principal |

## Discografia

### Álbuns de estúdio
| Título       | Detalhes                                                                             |
| ------------ | ------------------------------------------------------------------------------------ |
| Almost Human | - Lançado: November 9, 2023 - Rótulo: HIM - Formato: CD, digital download, streaming |

### Singles

#### Como artista principal
| Título                      | Ano  | Álbum        |
| --------------------------- | ---- | ------------ |
| "Your Name Engraved Herein" | 2020 | Almost Human |
| "Hidden Pain"               | 2022 | Almost Human |
| "Aloof"                     | 2023 | Almost Human |
| "Lion of the Sun"           | 2023 | Almost Human |

#### Singles promocionais
| Título                                              | Ano  | Álbum            |
| --------------------------------------------------- | ---- | ---------------- |
| "Moonlight in the City" (como membro da HIM Family) | 2021 | Single sem álbum |

## Prêmios e indicações
| Ano  | Associações                               | Categoria              | Nomeações                        | Resultado |
| ---- | ----------------------------------------- | ---------------------- | -------------------------------- | --------- |
| 2020 | 2020 Taipei Film Awards (zh)              | Melhor Novo Intérprete | Your Name Engraved Herein        | Indicado  |
| 2020 | 57th Golden Horse Awards                  | Melhor Novo Intérprete | Your Name Engraved Herein        | Indicado  |
| 2020 | 57th Golden Horse Awards                  | Melhor Canção Original | "Your Name Engraved Herein" (zh) | Venceu    |
| 2021 | 2nd Taiwan Film Critics Society Awards    | Melhor Canção Original | "Your Name Engraved Herein" (zh) | Indicado  |
| 2021 | 12th Annual Festival of Youth Film Awards | Melhor Ator            | Your Name Engraved Herein        | Indicado  |